# NSB El 14
Die Baureihe El 14 der Norges Statsbaner (NSB) sind Elektrolokomotiven, die zwischen 1968 und 1973 beschafft wurde, um schwere Personenzüge auf den von Oslo ausgehenden Hauptbahnen Sørlandsbanen nach Stavanger, Bergensbanen nach Bergen und Dovrebanen nach Trondheim zu befördern.

## Geschichte und technische Daten
Die Elektrifizierung der Dovrebane in den späten 1960er Jahren zwang NSB, eine leistungsstärkere Universallokomotive als die El 13 zu beschaffen. Basierend auf der Ae 6/6 in der Schweiz und der in den 1950er Jahren entwickelten El 13 entstand die Baureihe El 14.
Mit der Dauerleistung von 5.080 kW und einer Zugkraft von 350 kN zählte die El 14 zu den stärksten Lokomotiven, die NSB in ihrem Bestand hatte. Diese Type war neben der El 15 die einzige norwegische elektrische Lokomotive, die drei Achsen pro Drehgestell hat, um die zulässige Achslast nicht zu überschreiten.
1975 wurden die mittleren Fenster des Maschinenraums zugeschweißt, um das Eindringen von Schnee in den Maschinenraum zu vermeiden. Ab 1981 erfolgte der Einsatz im Güterzugdienst auf der Sørlandsbane. Die Fenstergitter gegen Steinschlag wurden zwischen 1983 und 1984 durch bruchsicheres Glas ersetzt. Die Ausrüstung mit dem Zugsicherungssystem Automatic Train Control (ATC) erfolgte 1996.
Mit der Lieferung der leistungsfähigeren El 18 ab 1996 wurden die El 14 in den Güterzugdienst abgegeben und die Höchstgeschwindigkeit mit Wirkung vom 5. Januar 1997 von 120 auf 100 km/h herabgesetzt.

## Unfall
Am 22. Februar 1975 stießen bei Tretten, Gemeinde Øyer, Oppland, auf der Bahnstrecke Oslo–Trondheim der Schnellzug 351 von Oslo und der Schnellzug 404 von Trondheim frontal zusammen. Dabei waren 27 Tote und 25 Verletzte zu beklagen, die Lokomotiven 14.2183 und 14.2197 wurden schwer beschädigt. Der Eisenbahnunfall von Tretten war einer der größten Unfälle in der norwegischen Eisenbahngeschichte.

## NSB Gods El 14
1996 wurden aus dem staatlichen Betrieb Norges Statsbaner die privatisierte, aber im Staatsbesitz bleibende, haftungsbeschränkte Norges Statsbaner BA und Jernbaneverket. Jernbaneverket übernahm die Fahrweg-Infrastruktur wie Strecken, Schienen, Signale und Weichen, NSB BA den Personenverkehr. Der Güterverkehr aus dem alten Unternehmen wurde unter der Gesellschaft NSB Gods fortgeführt.
Da ein Teil der Lokomotiven zu diesem Zeitpunkt durch modernere Lokomotiven bereits aus dem Reisezugdienst ausgeschieden waren und im Güterzugverkehr eingesetzt wurden, wurde die komplette Baureihe im September 1996 der neu gegründeten Güterzugsparte NSB Gods übergeben. Dabei verloren die Lokomotiven im Laufe der Jahre bei Untersuchungen ihre klassische NSB-Farbgebung in rot-braun sowie die Nordlandloks ihre Fenstergitter und erhielten ein neues Farbkonzept. Bei der Neulackierung verschwand zudem der in der norwegischen Lokbeschriftung bis zu diesem Zeitpunkt übliche Punkt zwischen der Baureihennummer und der laufenden Seriennummer.

## CN El 14

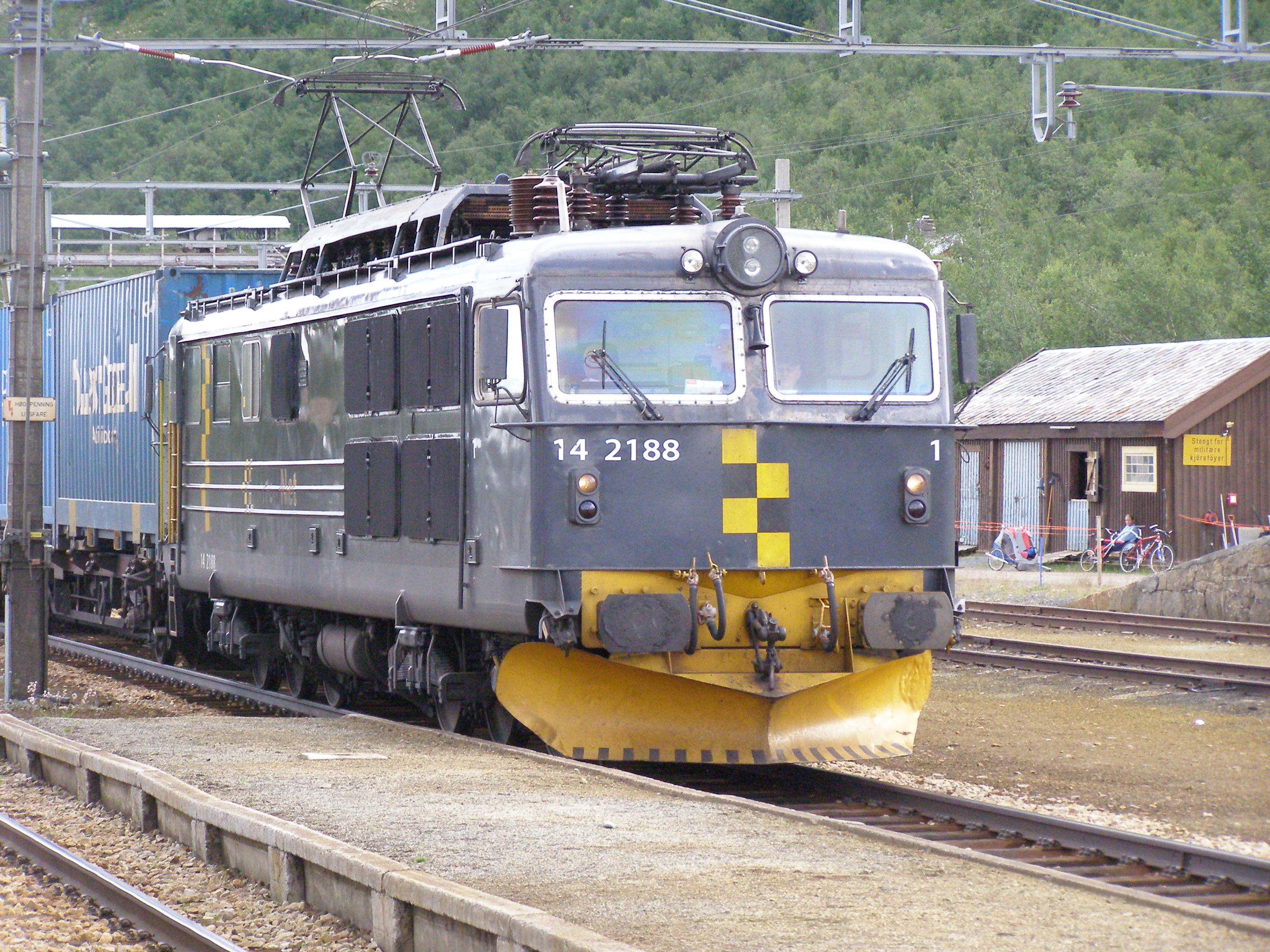
El 14 2188 in der Farbvariante von Cargo Net in Hjerkinn

2002 wurde die haftungsbeschränkte NSB BA in die Aktiengesellschaft Norges Statsbaner AS umgewandelt. Den Express- und Stückgutverkehr von NSB BA übernahm NSB Gods, die gleichzeitig zur Aktiengesellschaft CargoNet umgewandelt wurde. Während NSB AS 55 % der Anteile an CargoNet behielt, erwarb das schwedische Unternehmen Green Cargo 45 % der Anteile.
Damit erfolgte der Übergang der Lokbaureihe zur neuen Gesellschaft CargoNet. Das von NSB Gods angewandte Farbschema blieb bis auf die neue Eigentümerbezeichnung unverändert.

## Verbleib
Seit 2005 werden Lokomotiven bei größeren Untersuchungen oder nach Unfällen teilweise nicht mehr instand gesetzt, sondern ausgemustert. El 14 2175 fuhr 2005 in einen Bergsturz bei Evanger in Vestland und war die erste Lokomotive, die im gleichen Jahr verschrottet wurde.
2009 folgten El 14 2165 und 2185, dann 2012 El 14 2167, die durch einen Motorbrand 2010 schwer beschädigte 2169 und die 2189. 2013 wurden El 14 2164 und 2183 sowie 2014 El 14 2190 aus dem Betriebsdienst genommen.